# بهشت‌آباد (بشرویه)
بهشت‌آباد یک منطقهٔ مسکونی در ایران است که در دهستان کرند واقع شده‌است. براساس سرشماری مرکز آمار ایران در سال ۱۳۹۵، بهشت‌آباد ۲۷ نفر جمعیت دارد.